# Tharyx longisetosa
Tharyx longisetosa är en ringmaskart som beskrevs av Hartmann-Schröder 1965. Tharyx longisetosa ingår i släktet Tharyx och familjen Cirratulidae. Inga underarter finns listade i Catalogue of Life.